# Alard van Vure
Alard van Vure (Tervuren, Aldardus van Vura of Fura) was de twaalfde abt van de Abdij van 't Park, van 1239 tot oktober 1289. Hij is vermoedelijk geboren in Tervuren en was de zoon van Gerard en Margriet van der Meren. Op 14 mei 1267 was hij betrokken bij een bijeenkomst in Kortenberg waar hertog Hendrik van Brabant zijn rechten afstond aan zijn jongere broer Jan. Alard stierf op 21 maart 1290 en werd begraven in de grafkelder, rechts van Jan van Bierbeek, de tiende abt van Park.